# Койвунен, Брита
Бри́та Ко́йвунен-Э́йниё (фин. Brita Koivunen-Einiö; 31 августа 1931, Хельсинки, Финляндия — 12 апреля 2014, Хельсинки) — финская джазовая певица.
Творческий путь певицы начался в 1954 году, когда она приняла участие в певческом конкурсе «Карусель шлягеров» (фин. Iskelmäkaruselli). Дебютной записью Койвунен стала песня «Nainen — mies», записанная дуэтом с певцом Бёрье Лампениусом в том же году. В конце 50-х и в 60-е годы певица исполняла джаз, а также финские детские и народные песни. Огромное влияние на её творчество оказали американские джазовые исполнители, прежде всего Пегги Ли.
Известны также совместные записи Бриты с другими известными певицами того времени, такими как Лайла Киннунен, Пиркко Маннола и Виено Кекконен.
В 1959 году Брита Койвунен приняла участие в знаменитом мюзикле «Большой парад мелодий» (фин. Suuri sävelparaati).
Мужем Койвунен долгое время был известный в Финляндии музыкальный продюсер Пааво Эйниё.